# Hico
Hico és una ciutat al Comtat de Hamilton a l'estat de Texas. Segons el cens del 2000 tenia 1.341 habitants.

## Demografia
Segons el cens de l'any 2000, Hico tenia 1.341 habitants, 556 habitatges, i 363 famílies. La densitat de població era de 352,2 habitants per km².
Dels 556 habitatges en un 30,8% hi vivien nens de menys de 18 anys, en un 51,4% hi vivien parelles casades, en un 10,6% dones solteres, i en un 34,7% no eren unitats familiars. En el 31,5% dels habitatges hi vivien persones soles el 22,3% de les quals corresponia a persones de 65 anys o més que vivien soles. El nombre mitjà de persones vivint en cada habitatge era de 2,37 i el nombre mitjà de persones que vivien en cada família era de 2,99.
Per edats la població es repartia de la següent manera: un 26,2% tenia menys de 18 anys, un 6,9% entre 18 i 24, un 23,8% entre 25 i 44, un 20,5% de 45 a 60 i un 22,6% 65 anys o més.
L'edat mitjana era de 40 anys. Per cada 100 dones de 18 o més anys hi havia 77,9 homes.
La renda mitjana per habitatge era de 25.919 $ i la renda mitjana per família de 34.688 $. Els homes tenien una renda mitjana de 27.404 $ mentre que les dones 17.708 $. La renda per capita de la població era de 14.122 $. Aproximadament el 13,6% de les famílies i el 19,5% de la població estaven per davall del llindar de pobresa.

## Poblacions properes
El següent diagrama mostra les poblacions més properes.